# لاکهید مدل ۴۴ اکسکالیبور
لاکهید مدل ۴۴ اکسکالیبور (به انگلیسی: Lockheed Model 44 Excalibur) یک هواگرد ساختِ کارخانهٔ لاکهید کورپوریشن در کشور ایالات متحده آمریکا است .